# 2278 Götz
2278 Götz eller 1953 GE är en asteroid i huvudbältet som upptäcktes den 7 april 1953 av den tyske astronomen Karl Wilhelm Reinmuth i Heidelberg. Den har fått sitt namn efter den tyske astronomen Paul Götz.
Asteroiden har en diameter på ungefär 11 kilometer.